# La Calera kommun
La Calera är en kommun i Colombia.   Den ligger i departementet Cundinamarca, i den centrala delen av landet, 18 km nordost om huvudstaden Bogotá. Antalet invånare är 23 768. Arean är 485 kvadratkilometer.
Terrängen i La Calera är kuperad åt nordväst, men åt sydost är den bergig.